# Ерколе де Роберті
Ерколе де Роберті (італ. Ercole le Roberti, бл. 1451—1496, відомий також під ім'ям Ерколє Феррарезе або Ерколе да Феррара) —  італійський художник, представник Феррарської школи. Малював багатофігурні фрески, портрети, жанрові картини.

## Біографія
Син швейцара в замку герцогів Есте в Феррарі. Навчався у феррарського художника Козімо Тура, а потім у Франческо Косса. З Франческо склалися найвдаліші художні і дружні стосунки, і вчитель перестав сприймати талановитого учня своїм конкурентом. Косса отримав запрошення на роботи в місті Болонья і помічником собі обрав саме Ерколє де Роберті. Зафіксована праця обох майстрів над «Вівтарем Гріффоні» в Болоньї у 1473 р., де талановитий Ерколє малює портрети Святих, живопис пределли і пілястри.

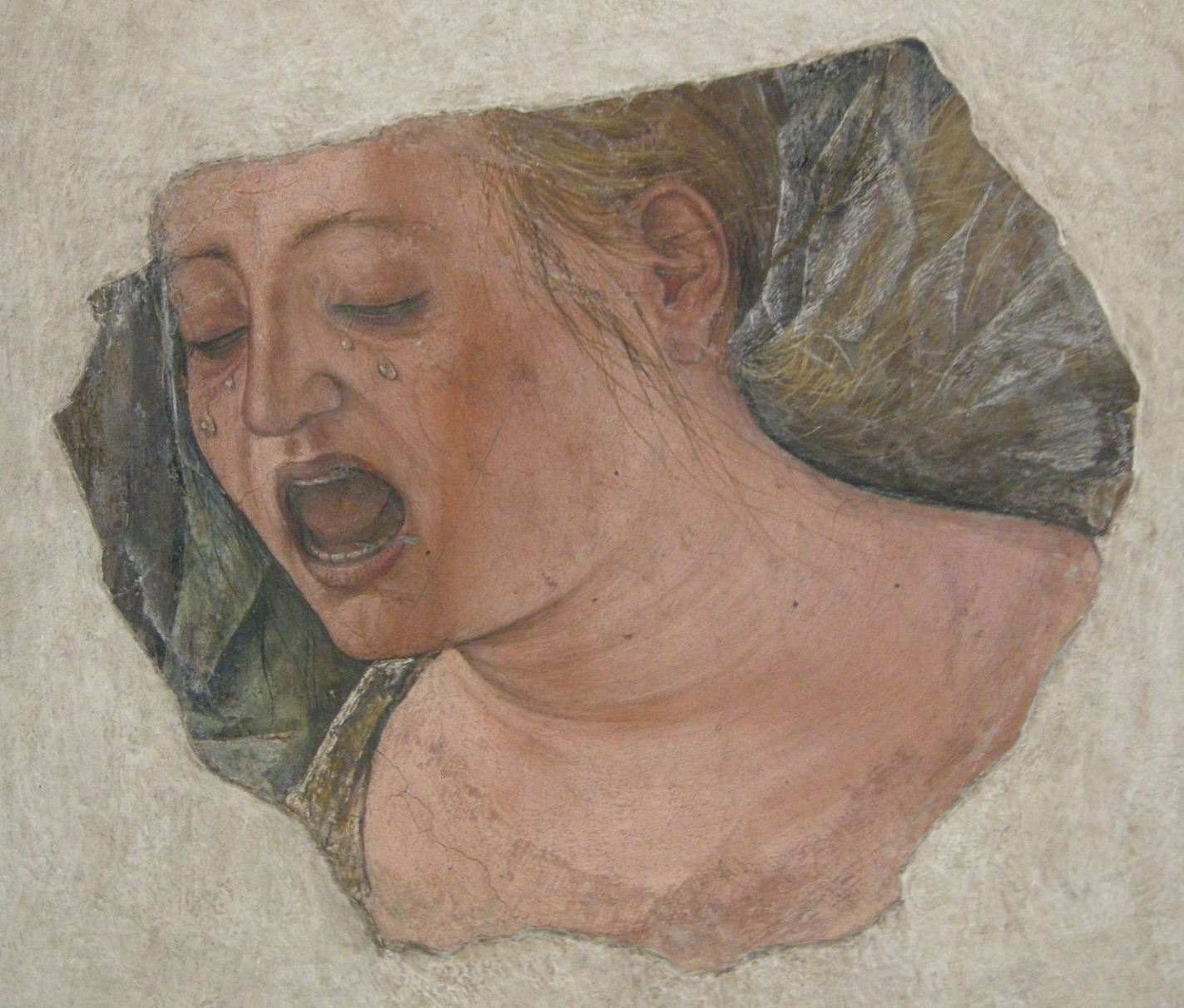
Фрагмент знищеної фрески Ерколє де Роберті «Відчай Марії Магдалини»

Талант Ерколє помітили і в Болоньї, і він отримав запрошення на службу до герцогів Бентівольо. У 1477 році Косса помер. Ерколє повернувся до Феррари, де працював в майстерні брата Полідоро, карбівника. Його запросили на роботи до міста Равенна, де він створив вівтар в церкві Санта Марія ін Порто. Ерколє вдруге приїхав до Болоньї, де завершував фрески церкви Сан П'єтро, розпочаті ще  Франческо Косса. Малював він фрески і в палаці Бентівольо, але вони пізніше були зруйновані.
У 1486 р. він знову в рідній Феррарі, де обійняв посаду придворного художника герцога Ерколє д'Есте. Ненадовго герцог відпускає майстра в інші міста на замовлення, але дає тому добру платню, аби не втратити талановитого майстра. Ерколє помер на 45 році життя, і його почесно поховали у церкві Сан Доменіко в Феррарі.

## Старі будівлі Феррари

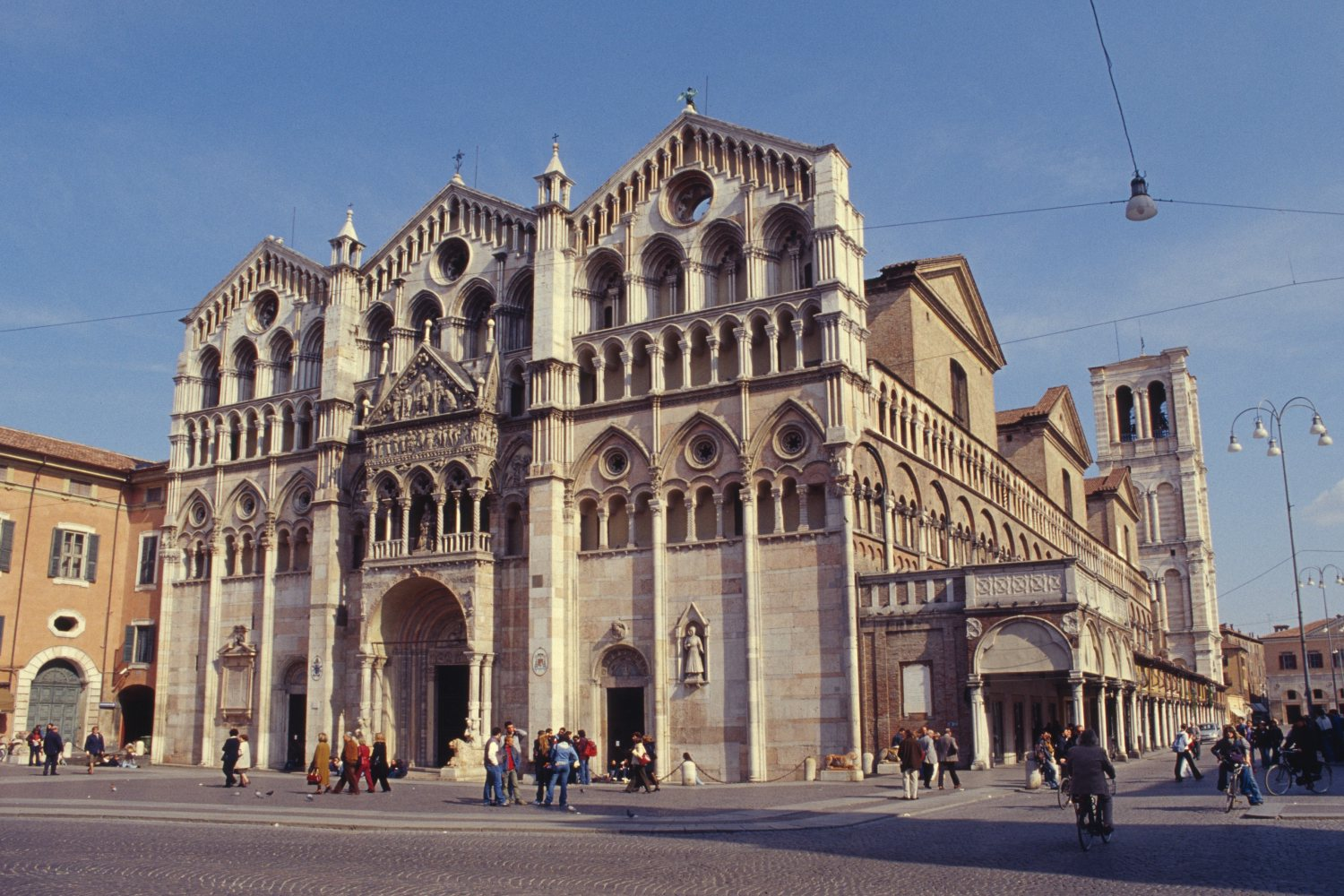
Кафедральний собор
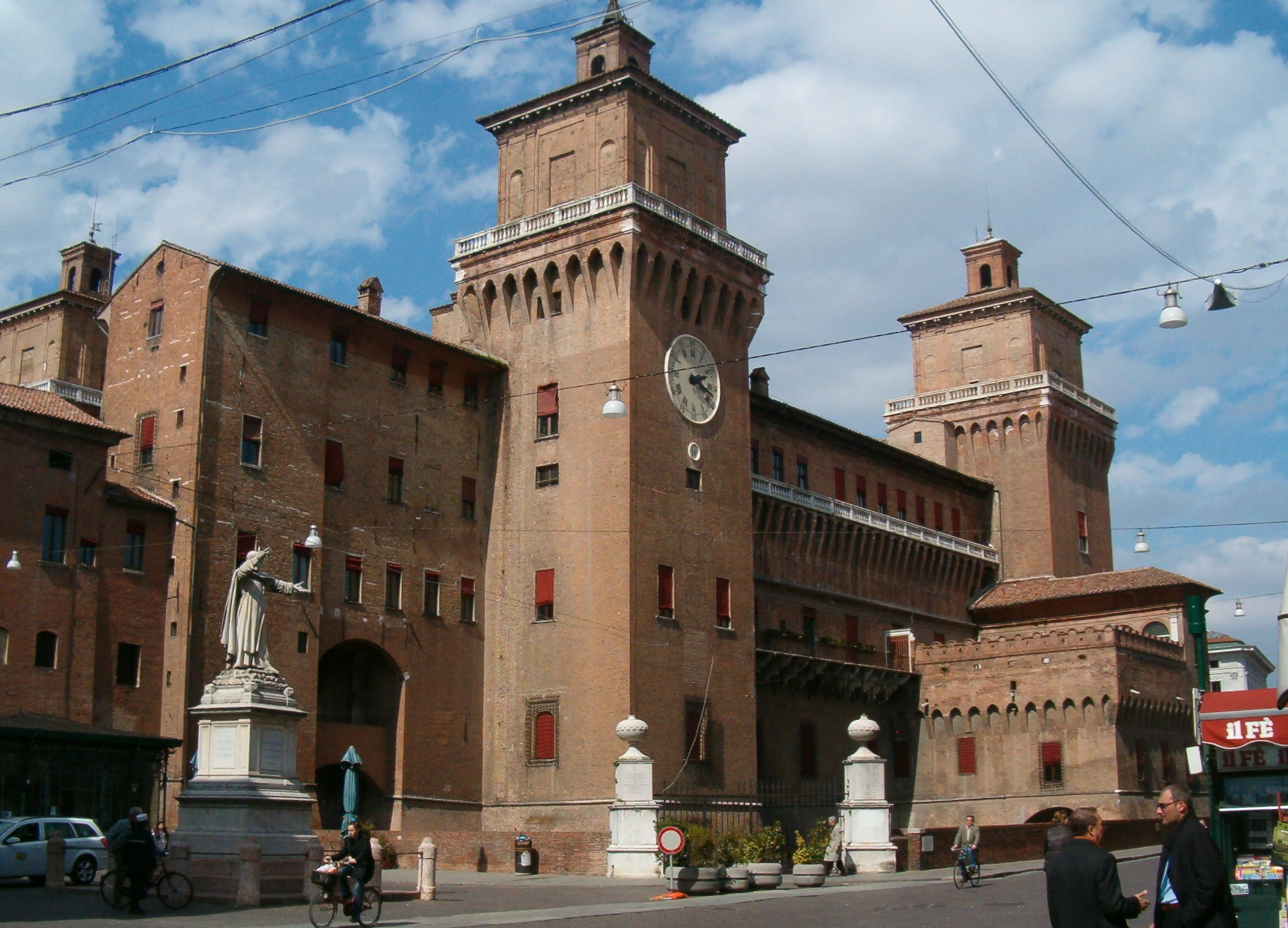
замок герцогів Есте
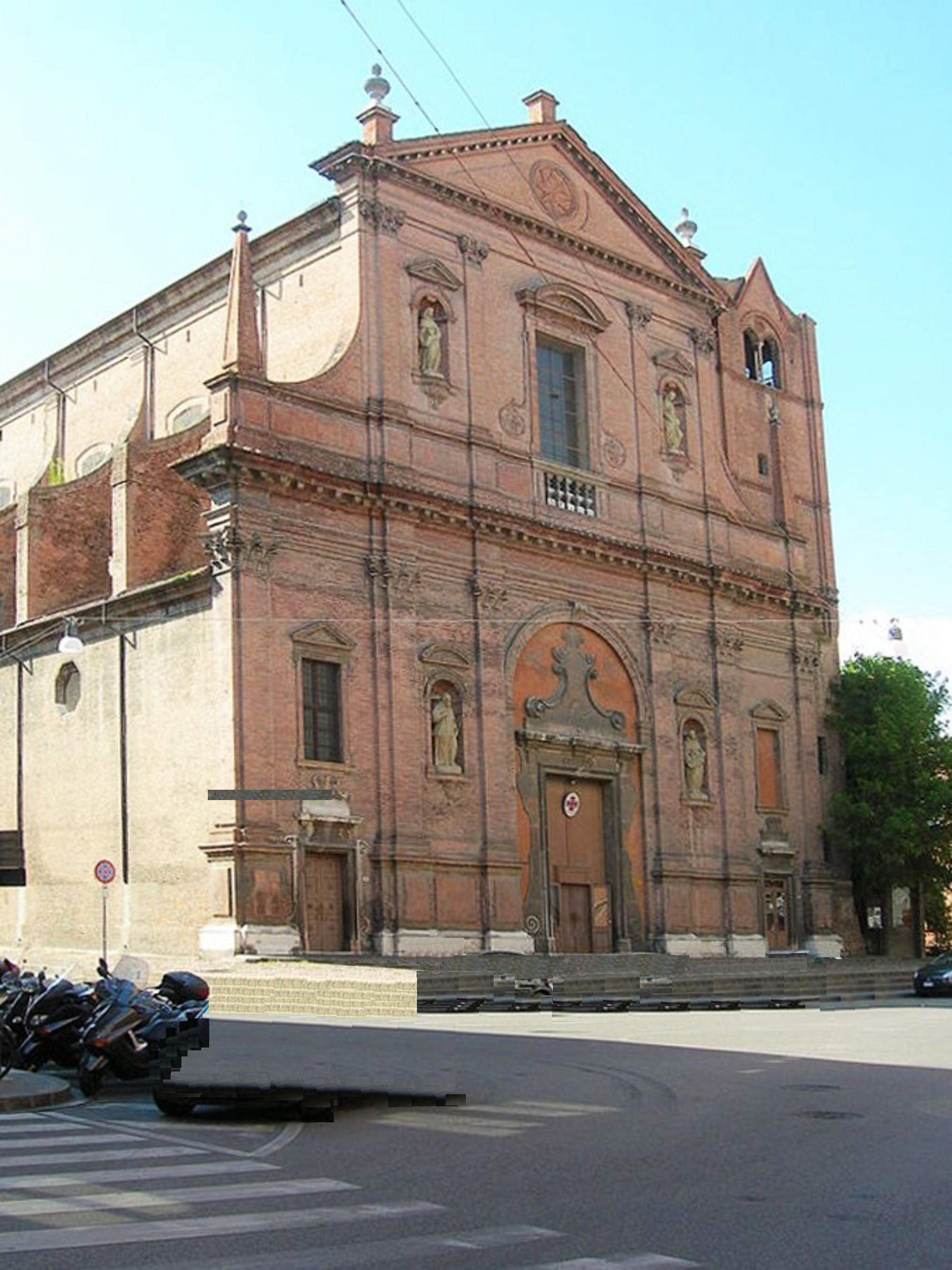
Церква Сан Доменіко

## Портрети

Портрет герцога Джованні 2-го Бентівольйо з Болоньї, бл. 1480 р., Вашингтон, Національна галерея.
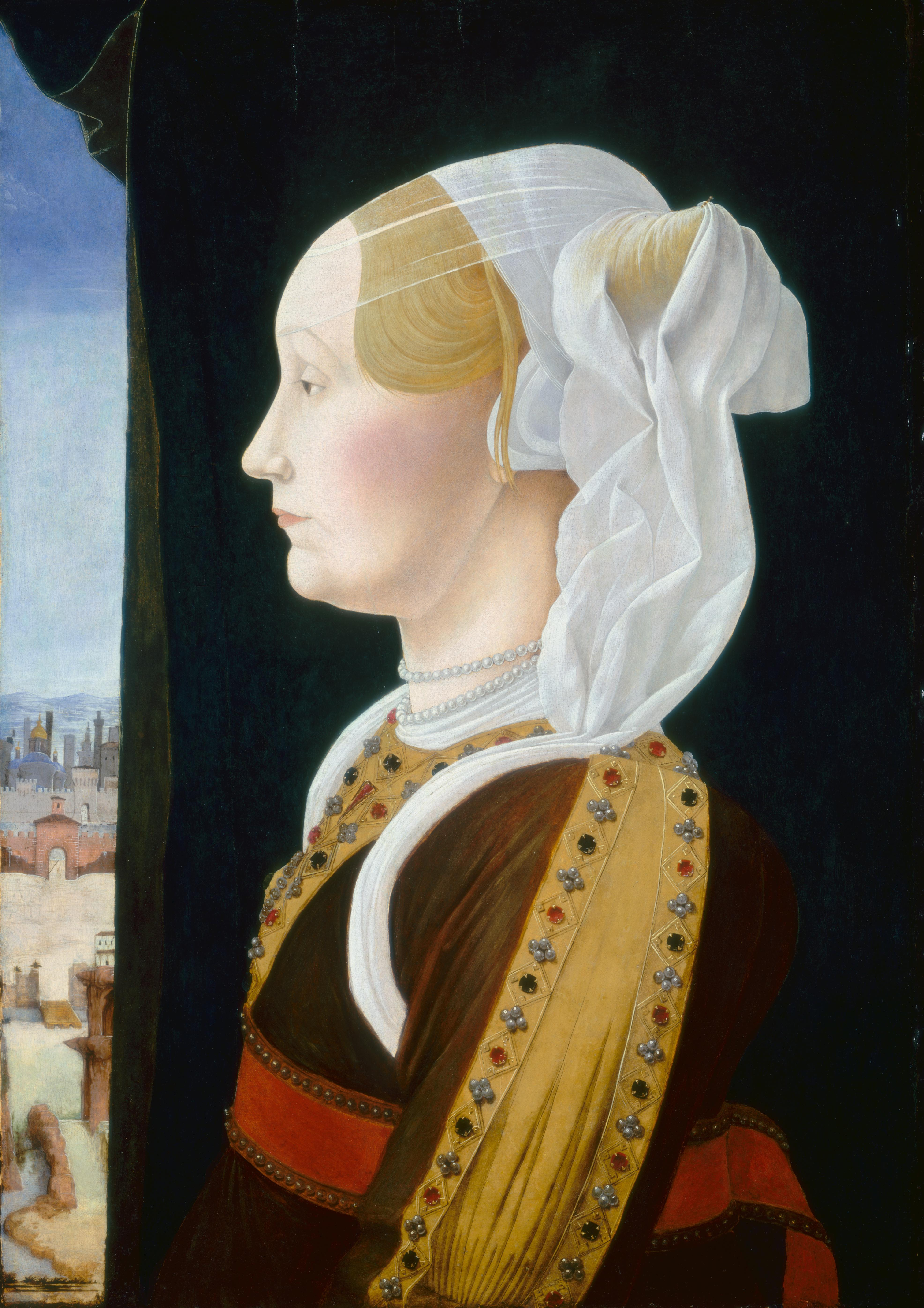
Джинерва Бентівольйо, бл. 1480, Вашингтон, нац. галерея

## Вівтарні і релігійні композиції

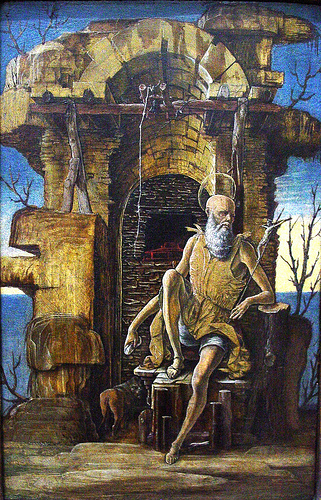
Франческо Косса разом з Роберті, «Святий Єронім в пустелі», Музей Гетті,США.
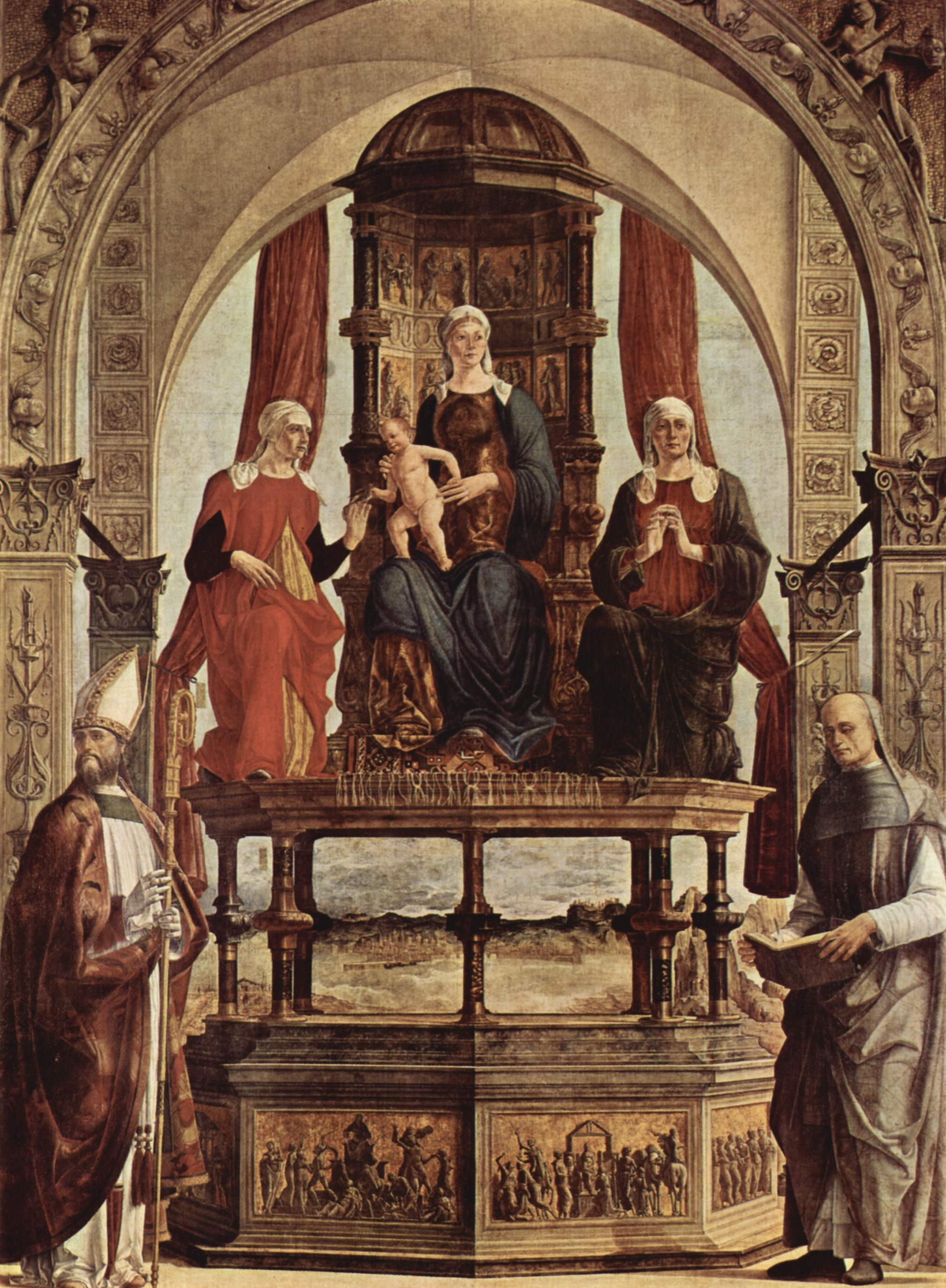
Вівтар Портуензе, Мілан, Пінакотека Брера.
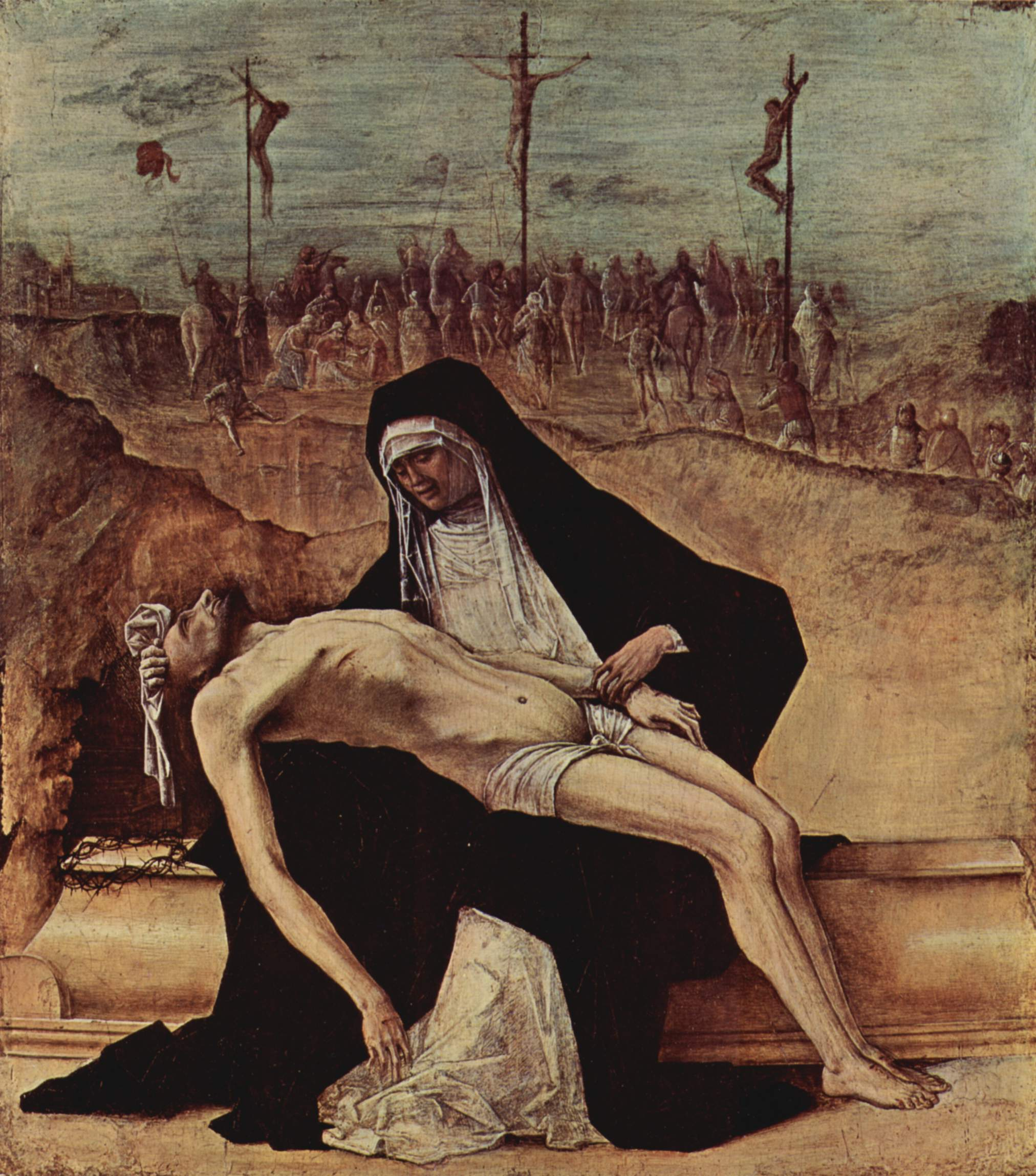
Оплакування Христа. Ліверпуль, Британія, Волкер Арт галлері.